# Rainbach im Mühlkreis
Rainbach im Mühlkreis település Ausztriában, Felső-Ausztria tartományban, a Freistadti járásban, területe 49,1 km².

## Fekvése
Tengerszint feletti magassága 719 méter. Rainbach im Mühlkreis Vyšší Brod, Horní Dvořiště, Leopoldschlag, Grünbach, Freistadt, Waldburg és Reichenthal településekkel határos.

## Népesség
Lakosainak száma 2959 fő (2018. január 1.).